# Горње Становце
Горње Становце (алб. Stanoc i Epërm) је насеље у општини Вучитрн на Косову и Метохији. Према попису становништва на Косову 2011. године, село је имало 501 становника..

## Географија
Село је на падини Копаоника око доњег тока Становачке реке. Разбијеног је типа џематске врсте. Махале су му: Ајрединовита, Касумовита, Цаковита и Реџовита. Називи махала су по важнијим родовима у њима. Удаљења између махала су до пола километра.

## Историја
Трагови неког старог насеља се налазе на месту Троња, где се при копању налазе цигле и црепови. А садашње насеље је основано око 1810. Основао га је род Ајрединовит.

## Порекло становништва по родовима
Породице које су живеле у село Горње Становце:
Арбанашки родови
- Ајрединовит (10 к.), од фиса Краснића. Старином је из Малесије, а у (Г.) Становце се доселио око 1810. као повратник испред ширења српског устанка из села Секираче у Топлици. Населио се на простору који је сам искрчио.
- Секирач (1 к.), од фиса Краснића. Дошли из Секираче за Ајрединовитима као за својим фисом и својим сељацима.
- Проновић (6 к.) и – Муслиовић (1 к.), од фиса Краснића. Преселили се из Бенчука после Секирача.
- Касумовић (4 к.) и – Шишања (1 к.), од фиса Краснића. Досељени око 1830. из Малесије. С њима је био досељен и род Шевел који је изумро. Шишањи је презиме дошло по пушки шишанки коју је носио.
- Цаковић (9 к.) и – Реџовић (5 к.) оба од фиса Краснића. Пресељени из Михалића кад и Касумовић.
- Маљок (4 к.), од фиса Краснића. Досељен из Малесије кад и Цаковићи. Појасеви у 1935. од досељења били су му: Делија, Рама, Зенељ, Рама (50 година).
- Бреговит (5 к.), од фиса Краснића. Досељен после Маљока и настањен на земљи изумрлих Шевела.
- Нела (1 к.), од фиса Бериша. Преселио се из Буринца у Лабу кад и Маљок и настанио такође на земљи изумрлих Шевела.
- Гимол (5 к.), од фиса Шаље. Преселио се из Кутловца (Копаоничка Шаља) после Неле.
- Трнава (2 к.), од фиса Краснића. Повратник је из Секираче у Топлици. У Г. Становце се доселио 1923. из Трнаве у Лабу .
- Блацали (2 к.), од фиса Краснића. Мухаџир је из 1878. из Блаца у Топлици.

Православни Роми
- Ристићи (3 к. Св. Никола). Досељени око 1860. из Бајчине у Лабу. Појасеви у 1935. од досељења: Милан, Риста, Живан (55 година).
- Проковић (4 к. Св. Василије). И они досељени из Бајчине и у Исто време. И један и други род су чифчије у својих сељака Ајрединовита.

## Демографија
| Демографија | Демографија | Демографија |
| Година      | Становника  | Становника  |
| ----------- | ----------- | ----------- |
| 1948.       | 761         |             |
| 1953.       | 891         |             |
| 1961.       | 1.131       |             |
| 1971.       | 1.456       |             |
| 1981.       | 2.153       |             |
| 1991.       | 2.499       |             |
| 2011.       | 2.501       |             |

### Становништво по националности
| Националност | Број  | %     |
| Албанци      | 2,495 | 99.76 |
| Бошњаци      | 3     | 0.12. |

У 2011. години, Албанци су чинили 99,76% становништва.